# Gare de Shin-Hakushima
La gare de Shin-Hakushima (新白島駅, Shin-Hakushima-eki) est une gare ferroviaire et une station de métro de la ville d'Hiroshima, dans la préfecture d'Hiroshima au Japon. Elle est exploitée par les compagnies JR West et Hiroshima Rapid Transit (métro d'Hiroshima).

## Situation ferroviaire
La gare de Shin-Hakushima est située au point kilométrique (PK) 306,5 de la ligne principale Sanyō. La station Shin-Hakushima est située au PK 1,7 de la ligne Astram.

## Historique
La gare et la station sont inaugurées le 14 mars 2015.

## Service des voyageurs

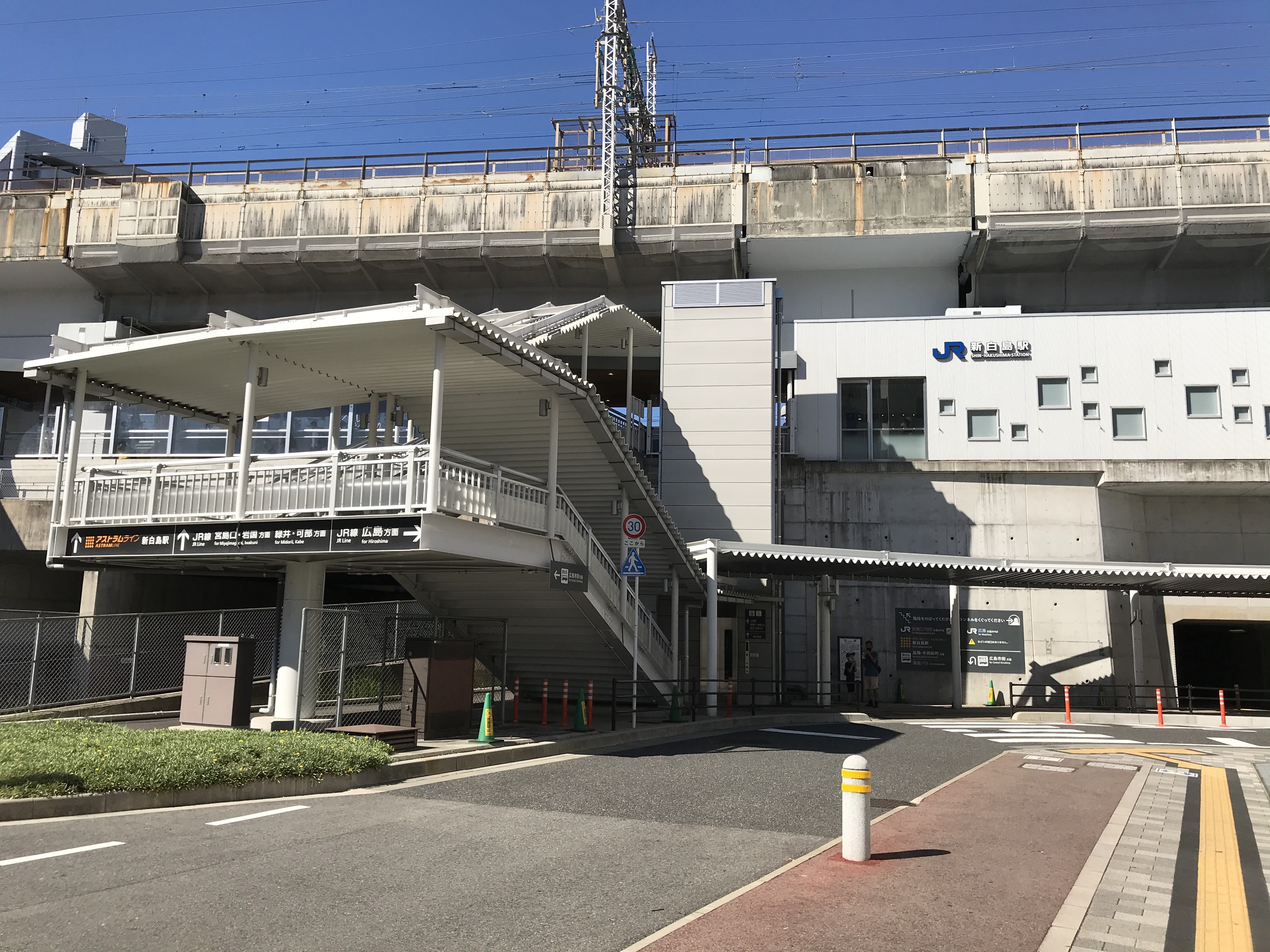
Entrée de la gare JR West.

### Accueil
La gare est située sous les voies qui sont surélevées. Elle est ouverte tous les jours. La station de métro est située à proximité, les voies étant légèrement sous la surface.

### Desserte

#### JR West
- Ligne principale Sanyō :
  - voie 1 : direction Yokogawa, Miyajimaguchi et Iwakuni
  - voie 2 : direction Hiroshima et Mihara
- Ligne Kabe :
  - voie 1 : direction Yokogawa et Aki-Kameyama
  - voie 2 : direction Hiroshima

#### Métro d'Hiroshima
- Ligne Astram :
  - voie 1 : direction Koiki-koen-mae
  - voie 2 : direction Hondori